# Anvar Ibraguimov
Anvar Ibraguimov   (Ufà, 27 de novembre de 1965 - Khimki, 27 d'agost de 2023) fou un tirador d'esgrima rus, guanyador d'una medalla olímpica.
El 1988, sota bandera de la Unió Soviètica, va prendre part en els Jocs Olímpics d'Estiu de Seül, on va guanyar la medalla d'or en la prova del floret per equips del programa d'esgrima. Quatre anys més tard, als Jocs de Barcelona, i sota bandera de l'Equip Unificat, fou cinquè en la mateixa prova.
En el seu palmarès també destaquen dues medalles en el Campionat del món d'esgrima, una de plata i una de bronze, entre les edicions del 1985 i del 1995. També guanyà dues medalles en les Universíades, una de plata i una de bronze.
Del 2000 al 2004 va entrenar l'equip júnior rus de floret i del 2005 al 2006 ho va fer a l'equip sènior.